# Xenobot

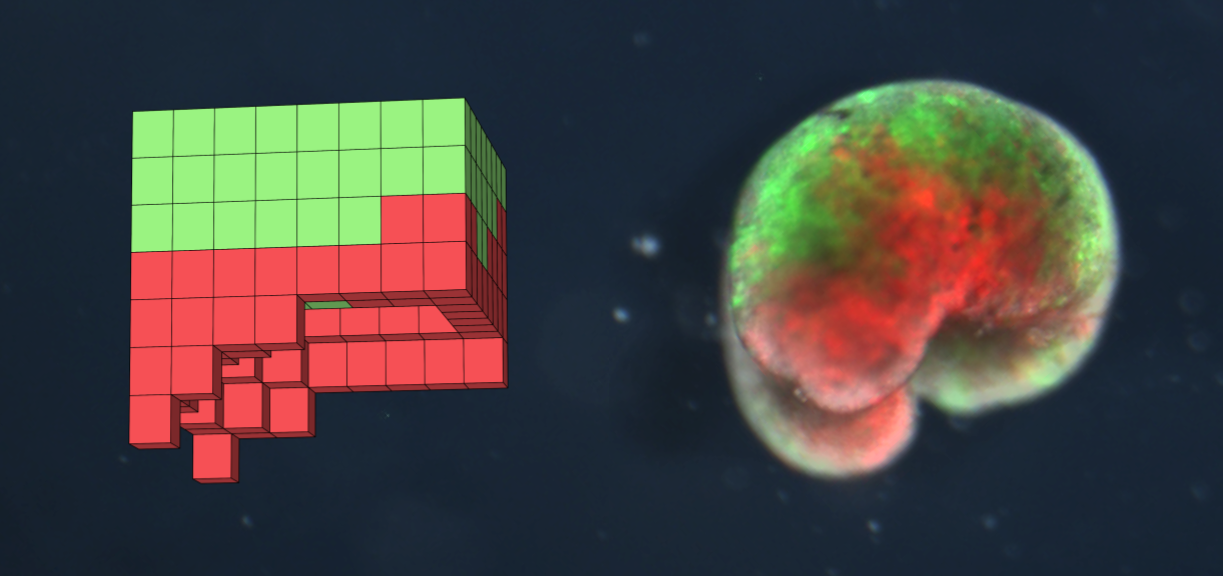
Un xenobot (a la derecha) y un diseño de este (a la izquierda).

Un xenobot es una entidad biológica sintética creada a partir de células de embriones de la especie Xenopus laevis, diseñada a partir de una supercomputadora especializada en determinar configuraciones de su estructura para dotarla de propiedades específicas que les permitan tener comportamientos programados. Fueron ideadas por investigadores de la Universidad de Vermont y la Universidad de Tufts, quienes publicaron un estudio sobre el organismo en enero de 2020.
No son un robot tradicional, una manera de describirlos es que se parecen a una pequeña gota de carne color rosa en movimiento, y los investigadores dicen que estos xenobots pueden lograr cosas que los robots tradicionales no pueden hacer, porque los robots tradicionales se degradan con el tiempo y pueden causar daños a la salud y a la ecología, en cambio los xenobots son más ecológicos y seguros para la salud humana.
En otras palabras, se puede decir que un xenobot es un pequeño robot vivo o biobot que fue creado con material orgánico que tiene vida propia y que puede regenerarse de manera autónoma, entre sus capacidades destacan que su forma y movimientos pueden ser programados en función de las necesidades.
Pueden usarse para limpiar desechos radiactivos, recolectar microplásticos de los océanos, transportar medicamentos dentro del cuerpo humano e incluso son capaces de viajar a las arterias para raspar la placa.

## Diseño
Investigadores estadounidenses comenzaron haciendo uso de un algoritmo evolutivo para crear diseños que pudieran tomar estos pequeños robots. Esto lo consiguieron con ayuda de la supercomputadora Deep Green de la universidad de Vermont. Posteriormente aplicaron reglas básicas de biofísica para establecer que podían hacer las células de la piel o cardiacas. Después transfirieron estos diseños a la vida, primero recolectaban células madre cosechadas de los embriones de ranas africanas después las separaron en células individuales y las dejaron incubar, después estas células fueron cortadas y unidas copiando los modelos conseguidos en la supercomputadora y las células comenzaron a trabajar juntas.
A diferencia de los robots tradicionales, los xenobots no están fabricados con materiales pesados, sino con material vivo, lo cual es una ventaja porque son completamente biodegradables y cuando terminan su trabajo, después de 7 días solo son células muertas de la piel, por lo que pueden destruirse sin causar daño al medio ambiente, también, otra de sus ventajas es que si estos pequeños robots sufren algún tipo de daño son capaces de repararse por sí mismos, hicieron un experimento cortando a uno de los xenobots casi por la mitad y volvió a unirse y una vez unido continuó su trabajo.
Recientemente el mismo grupo de científicos ha presentado una nueva generación de xenobots, llamada Xenobots 2.0, los cuales son una versión mejorada de los Xenobots 1.0. Al igual que sus antecesores, los xenobots 2.0 pueden trabajar en conjunto y curarse a sí mismos, la novedad que esta nueva generación es que tienen la capacidad de cerrar mayor parte de una laceración severa de larga longitud a la mitad de su grosor cinco minutos después de la lesión, también son más rápidos, pueden navegar por diferentes entornos y viven más tiempo que sus antecesores, pero lo más importante es que pueden registrar información sobre su entorno, lo que deja ver su gran capacidad de memoria registrable.

## Características
Los xenobots están formados por células cutáneas que forman una matriz y células cardíacas, organizadas con base en un algoritmo evolutivo que genere formas de vida viables. Tienen un ancho inferior a 1 mm, son capaces de desplazarse usando las células cardíacas y pueden reparar su tejido si este es dañado. Pueden vivir varias semanas en condiciones apropiadas, y poseen una reserva de nutrientes que les permite vivir una semana en ausencia de alimento. No pueden reproducirse ni evolucionar.
Se cree que tienen potenciales aplicaciones en disciplinas como la salud, la biología y la ecología.